# Хан Мёнсе
Андре́й Абра́мович Хан Мёнсе́ (кор. 한명세, 15 мая 1885 — 10 декабря 1937) — коммунист, корейский и российский революционер, активный деятель корейского национально-освободительного движения, преподаватель.

## Молодость
Родился в селе Тизинхэ Янчихинской волости (ныне Хасанский район) в Приморье. Был первым из семи детей в крестьянской семье. Самостоятельно пошел в платную школу с 9 лет, где учился с отличием, чтобы не платить. По её окончании, в 1902 г., как способный ученик, был направлен в инородческую семинарию в г. Казань. В 1904 г. призван как переводчик на русско-японскую войну. С 1905 по 1920 гг. Хан Мёнсе работал сельским учителем для бедных крестьянских детей в корейских поселениях.

## Революционная деятельность
В 1905—1907 гг. как член крестьянского союза принимал активное участие в выступлениях крестьян Приморья. Тогда же записался в партию эсеров, но её деятельность в Приморье не была налажена и Хан Мёнсе не принимал участия в партийной работе. Несколько раз избирался делегатом на крестьянские съезды. После Октября 1917 г. — член Всекорейского Национального Совета, повторно вступает в партию эсеров, но в начале 1919 г. выходит из неё и устанавливает связь с большевиками.
В 1920 г. он один из организаторов борьбы против японских интервентов на Дальнем Востоке. Однако из-за преследований со стороны японцев вынужден 6 апреля перебраться в Амурскую область, где в июне того же года в г. Благовещенск вступил в РКП(б). По заданию партии дважды выезжает в Маньчжурию, где организует подпольные коммунистические ячейки.
В апреле 1921 г. был избран делегатом съезда народов Дальнего Востока, созванного по инициативе Ленина в Москве. С июня 1921 по ноябрь 1922 гг. работал в Коминтерне в Иркутске, участвовал в объединительном съезде Корейской коммунистической партии.

## На партийной работе
В 1925—1927 гг. работал председателем Алданского Окрпрофсовета. В 1927—1928 гг. — директор Корейского педагогического техникума в Никольск-Уссурийском. С 1928 г. — в г. Чита, где в 1929—1931 гг. — директор Педагогического техникума. В 1931—1933 гг. — директор Педагогического института в Иркутске.
В 1933 г. переехал в Ленинград, где до 1935 г. заведовал сектором национальных меньшинств в Ленинградском областном совете депутатов трудящихся. В 1937 г. репрессирован как японский шпион, реабилитирован в 1957 г. за отсутствием состава преступления.